# Maria de Portugal, Princesa de Aragão
Maria, infanta de Portugal (Évora, 6 de abril de 1342 – Génova, 1377) era filha de Constança Manuel e de Pedro I, rei de Portugal.
Era neta materna de Constança de Aragão e de João Manuel de Castela, príncipe de Vilhena, sendo portanto trineta do rei Fernando III de Leão e Castela. Tinha como avós paternos Beatriz de Castela e o rei Afonso IV de Portugal.
Em 3 de fevereiro de 1354, em Évora, o seu avô, Afonso IV, casou-a com o primo afastado Fernando de Aragão (1329-1363), que foi marquês de Tortosa e era quinze anos mais velho do que ela, filho de Leonor de Castela e do rei Afonso IV de Aragão. Deste casamento, de que não houve descendência, refere Zurita que "mostró el rey de Aragón (Pedro IV) mucho descontentamiento y pesar".
Enviuvando em 1363, o rei Pedro IV de Aragão apoderou-se dos domínios do infante Fernando de Aragão (Tortosa, Albarracín, Fraga e outros lugares) e proibiu que Maria voltasse a Portugal, como era sua intenção, enquanto não renunciasse aos bens que pertenciam ao marido. Após uma fuga mal sucedida, Maria foi detida e conduzida à corte, sendo colocada sob custódia de duas damas aragonesas da rainha Leonor da Sicília, apesar dos protestos de Carlos II de Navarra, que a apoiava.
Durante os nove anos seguintes (1364-1373) a vida de Maria não deve ter sido fácil em Barcelona. Rodeada por parentes do marido que a odiavam a ponto de quererem matá-la, e que suspeitavam dela a ponto de acreditar que ela seria capaz de usar magia e feitiços contra os seus inimigos, Maria permaneceu privada de liberdade de movimentos.
Durante a sua estada em Aragão, terá recusado a proposta do Papa Urbano V para que casasse com Frederico III da Sicília.
Em 9 de outubro de 1365 ditou o seu primeiro testamento e em 6 de dezembro de 1370 o segundo, neste instituindo herdeiro universal dos seus bens em Portugal o seu irmão Fernando I.
Entretanto, no contexto da Primeira Guerra Fernandina, Maria terá diligenciado para que se estabelecesse a aliança entre Aragão e Portugal: "De Valencia fueron por este invierno enviados por embajadores al rey don Fernando de Portugal, don Juan de Vilaragut y un letrado que se decía Bernaldo de Miragle; y llevaban comisión de tratar de matrimonio del infante don Juan duque de Girona con la infanta doña Beatriz hermana del rey de Portugal, el cual ya había movido la guerra contra el rey de Castilla entrando poderosamente por Galicia, pretendiendo que le pertenecía la sucesión de aquellos reinos como a bisnieto del rey don Sancho y nieto de la reina doña Beatriz su hija que casó con el rey don Alonso de Portugal su abuelo. Hizo muy grande instancia porque esta paz y nueva confederación se asentase entre el rey de Aragón y el de Portugal la infanta doña María hermana del rey de Portugal mujer del infante don Fernando marqués de Tortosa que estaba en estos reinos." De acordo com Zurita, nos termos do tratado de aliança entre os dois reinos, ficariam em Aragão como reféns (garantes) o conde de Barcelos, Martim Garcia e Badasal de Spínola "ballesteros del rey de Portugal".
Maria permaneceu em Aragão, onde conheceu o genovês Badasal de Spínola. O cronista Fernão Lopes, na Crónica de D. Fernando (capítulo LIV), conta-nos o que aconteceu a seguir: "Micer Badasal não se tornou mais para o reino (de Portugal), e a afeição longa que com a Infanta houve, feito gerador sempre de semelhantes frutos, lhe fez com que ela vendesse quantas rendas tinha em Aragão e se fosse com ele para Génova, e depois ele a deixou e ela viveu minguadamente, morrendo mui afastada do que a sua honra pertencia."
Por fim, em Barcelona, em 27 de maio de 1373, Maria e Pedro IV chegaram a acordo e, em 13 de agosto desse ano, Maria dispensava vários alcaides do vínculo de homenagem e vassalagem.
Pelo que Lopes escreveu, Maria certamente estava viva depois de 1374, facto confirmado não só pelo acordo da infanta com Pedro IV mas também pela carta que o futuro João I de Aragão escreveu ao seu pai nesse ano, na qual acusa Maria de ser instigadora da morte da sua prometida esposa, Joana de Valois. A historiadora Ana Rodrigues Oliveira referiu que Maria regressou a Portugal depois de 1375, tendo sido sepultada no Mosteiro de Santa Clara-a-Velha, em Coimbra. No entanto, em carta de 8 de maio de 1377, Pedro IV comunica ao seu primogénito que "Cert ardit havem haüt que la infanta de Portugal és morta en Jènova" (Ouvimos dizer que a infanta de Portugal morreu em Génova).